# Albena (nome)
Albena (in cirillico: Албена) è un nome proprio di persona bulgaro femminile.

## Origine e diffusione

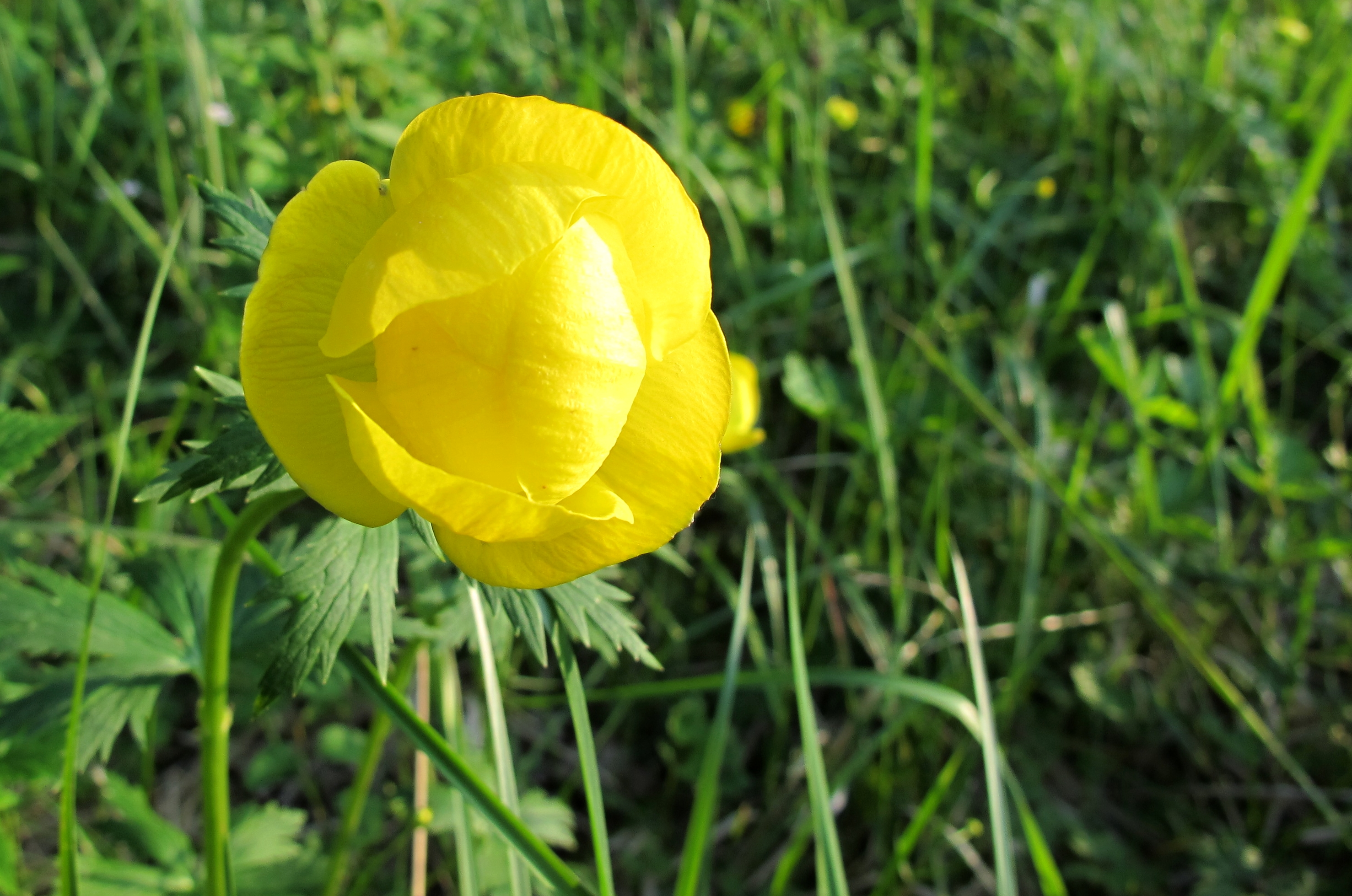
Un botton d'oro (Trollius europaeus) nella riserva di Andělské schody, presso Voznice

Venne creato dallo scrittore Jordan Jovkov per un personaggio della sua opera del 1930 Albena; alla base potrebbe esserci аблен (ablen, o аблена, ablena), che indica il botton d'oro (Планински божур in bulgaro, letteralmente "peonia di montagna"). Può quindi essere inserito in quell'ampia cerchia di nomi che traggono ispirazione dal mondo floreale, assieme con Boglárka (che ha lo stesso significato), Viola, Margherita, Camelia, Keziah, Amaranta, Poppy, Padma e via dicendo.

## Onomastico
Non esistono sante che portano questo nome, quindi è adespota. L'onomastico può essere festeggiato in occasione di Ognissanti, il 1º novembre. In Bulgaria un onomastico laico è fissato al 28 marzo.

## Persone
- Albena Brănzova, cestista bulgara

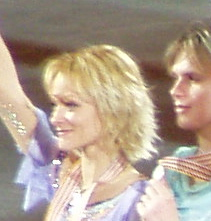
Albena Denkova

- Albena Denkova, danzatrice su ghiaccio bulgara